# Chrosiothes taiwan
Chrosiothes taiwan är en spindelart som beskrevs av Yoshida, Tso och Lucia Liu Severinghaus 2000. Chrosiothes taiwan ingår i släktet Chrosiothes och familjen klotspindlar.
Artens utbredningsområde är Taiwan. Inga underarter finns listade i Catalogue of Life.